# Журнал теоретичної політики
Journal of Theoretical Politics — це щоквартальний рецензований академічний журнал, який висвітлює галузь політичної науки . Його публікує SAGE Publications . Він був заснований у 1989 році, а головними редакторами є Торун Деван ( Лондонська школа економіки ) та Джон В. Петті ( Університет Еморі ).

## Абстрагування та індексація
Журнал реферується та індексується в Academic Search Premier, International Political Science Abstracts, Scopus та Social Sciences Citation Index . За даними Journal Citation Reports, імпакт-фактор журналу 2014 року становить 0,837, що ставить його на 70 місце серед 161 журналів у категорії «Політичні науки». 

## Зовнішні посилання
- Офіційний сайт